# Cobra (película de 2022)
Cobra de es una película de thriller de acción psicológica en idioma tamil indio de 2022 escrita y dirigida por R. Ajay Gnanamuthu y producida por S. S. Lalit Kumar, mediante la compañía 7 Screen Studio. La película está protagonizada por Vikram en un doble papel junto a Irfan Pathan, Srinidhi Shetty, Roshan Mathew, KS Ravikumar, Anandaraj, Robo Shankar, Miya George, Mirnalini Ravi, Sarjano Khalid y Meenakshi Govindarajan en papeles secundarios. También marcó el debut cinematográfico del jugador de críquet indio Irfan Pathan, y también los debuts tamiles de Shetty, Khalid y Mathew. La música fue compuesta por A. R. Rahman, con la fotografía a cargo de Harish Kannan y editada por John Abraham y Bhuvan Srinivasan . En la película, al oficial de la Interpol Aslan Yilmas se le encarga atrapar a un misterioso asesino llamado Cobra, que asesina a personas usando habilidades matemáticas.
El proyecto se anunció oficialmente en mayo de 2019, bajo el título provisional Vikram 58 [lower-alpha 1] antes de que se anunciara el título oficial en diciembre. La grabación comenzó en octubre de 2019 y tomó casi tres años debido al impacto de la pandemia de COVID-19 en el rodaje, las restricciones de viaje y los compromisos de Vikram en otros proyectos, lo que retrasó efectivamente los planes de lanzamiento iniciales de mayo de 2020. Se rodó principalmente en Chennai, aunque también tuvo lugar en Kerala, Kolkata y Rusia .
Cobra se estrenó en cines el 31 de agosto de 2022, coincidiendo con Vinayaka Chathurthi. Recibió críticas mixtas de los críticos y de la audiencia, pero se produjeron elogios por la interpretación, el concepto, la producción, la música y la partitura de fondo de Vikram, pero se criticó el guion y la duración. La película fue un fracaso en taquilla.

## Trama
Un oficial turco de la Interpol, Aslan Yilmaz, investiga los asesinatos del Ministro Principal de Odisha, del Alcalde de Francia y del Príncipe de Escocia, donde él, junto con una joven criminóloga tamil, Judith Samson, deducen que Cobra, un asesino perfecto, es el autor intelectual de los asesinatos. El dúo se entera de que Cobra asesina a sus objetivos usando habilidades matemáticas, lo que los lleva a creer que es un profesor de matemáticas. Madhiazhagan "Madhi" es un profesor de matemáticas, que en realidad es Cobra, que recibirá la próxima asignación de su mentor y periodista principal en Kolkata, Nellaiappan. Debe matar al ministro de defensa de Rusia, Dmitri Yugolsav. Viaja a Rusia, logra asesinarlo con éxito, y consigue escapar a pesar de las estrictas medidas de seguridad de la Interpol.
Antes de que mataran a Yugolsav, Aslan y su equipo ven una conversación televisada entre Nellaiappan y Nawab, que trabaja en una empresa llamada Rishi Corporation, donde concluye que las víctimas están conectadas con el propietario de la empresa, Rajeev Rishi, una persona psicótica y sádica, que heredó la empresa de su padre. Después de su compromiso con su novia criminóloga y maestra de Judith, Bhavana Menon, Madhi se entera de que Nellaippan ha sido secuestrado y se entera de que alguien lo ha atacado desde el comienzo de sus tareas. Después de una pista de Sudoku, Madhi recibe una llamada de la persona, que es el doppelganger de Madhi, donde desafía a Madhi a salvarse de él. En un giro de eventos, se revela que la persona a la que se hace referencia como Madhi es en realidad Kathir, el hermano gemelo esquizofrénico perdido de Madhi y la persona que desafió a Kathir es la verdadera Madhi.
Rishi envía hombres para capturar a Madhi, pero Kathir logra matarlos. Madhi le guardaba rencor a Kathir, ya que era responsable de la muerte de su novia, Jennifer Rosario, hija del comisionado de la ciudad de Kolkata, Rosario. Madhi se enteró de la identidad de Kathir como Cobra y planeó vengarse de la muerte de Jennifer, donde revela que él fue quien envió pistas sobre los asesinatos a la Interpol . Madhi le entrega a Kathir a Aslan, donde Anand Subramaniam, el oficial investigador y topo de Rishi, toma la ayuda de Kathir para capturar a Madhi. Kathir los lleva al escondite de Madhi, que es un centro comercial en construcción.
Rishi llega y se produce una pelea entre la pandilla y Kathir, y logra someterlos con éxito. Madhi confronta a Kathir sobre la muerte de Jennifer. Kathir revela que él había arreglado que Madhi y Jennifer se fueran a Bangladés, pero su padre y familiares la siguieron y la mataron. Después de aclarar el malentendido, Kathir revela que había matado a los familiares de Jennifer y encierra a Madhi en una habitación. Kathir dispara a Rishi y sus hombres, pero recibe un disparo en el proceso y muere, dejando así a Madhi y Bhavana devastados.

## Reparto
- Vikram en un papel doble como:
  - Kathirvelan "Kathir" o Cobra, Madhi's el hermano esquizofrénico de Madhi; un asesino altamente capacitado y un genio matemático
  - Madhiyazhagan "Madhi", hacker y hermano gemelo de Kathir
    - Sarjano Khalid como Madhi y Kathir de jóvenes (con voz de Vikram)
- Srinidhi Shetty como Bhavana Menon (con voz deRaveena Ravi)[18]
- Irfan Pathan como Aslan Yilmaz[19][20]
- K. S. Ravikumar como Nellaiappan[21]
- Roshan Mathew como Rajeev Rishi[22]
- Anandaraj[23]
- Robo Shankar como Kumaresan
- Miya George como Madhi y madre de Kathir[24]
- Mirnalini Ravi como Jennifer Rosario[25]
- Shaji Chen como Gilbert Rosario, padre de Jennifer.
- Meenakshi Govindarajan como Judith Samson (Judy)[26]
- John Vijay como Anand Subramaniam[27]
- Mohammad Ali Baig como el gurú de Madhi,[28]
- Raneesh
- Kumar Natarajan como Jefe de Odisha
- Suresh Chandra Menon como Nawab
- Adhik Ravichandran
- Mamukkoya como pariente de Bhavana[29]
- Poovaiyar como N. Sathish[30]
- Renuka como madre de Bhavana.
- Anjana Appukuttan como la esposa de Kumareshan
- Sindhu Shyam[31]
- Jeeva Ravi
- Pawan
- Manikanda Rajan

## Producción

### Desarrollo
En mayo de 2019, el productor S. S. Lalit Kumar de 7 Screen Studio y Viacom18 Studios anunció su próximo proyecto con Vikram, titulado provisionalmente como Vikram 58 . La película está dirigida por R. Ajay Gnanamuthu, quien anteriormente dirigió Demonte Colony (2015) e Imaikkaa Nodigal (2018). Se tenía la intención de que iba a ser una película panindia, que se estrenaría en cinco idiomas durante el verano de abril de 2020. Para julio de 2019, A. R. Rahman fue contratado para componer la música de la película. Se informó que el coreógrafo de acrobacias Dhilip Subbarayan y el director de fotografía Sivakumar Vijayan formaban parte del equipo técnico. Vijayan fue reemplazado más tarde por el debutante Harish Kannan. Un informe de The New Indian Express, con fecha del 2 de agosto de 2019, indicó que Vikram se tendría 25 atuendos diferentes.
En diciembre, Viacom18 se retiró del proyecto por razones desconocidas y Lalit Kumar fue acreditada como la única productora. Si bien se rumoreaba que se titularía Amar, los creadores aclararon los rumores al anunciar el título oficial como Cobra el 25 de diciembre de 2019. El equipo tituló la película "Cobra" porque se asemeja a  la cobra. Gnanamuthu, reveló además en una entrevista a The Times of India, diciendo: "El personaje del protagonista y la cobra tienen un vínculo. Si revelo algo más ahora, revelaría demasiados detalles. Además, dado que la película está hecha en tamil, kannada, malayalam, telugu e hindi, quería un título que funcionara en todos los idiomas. Por lo tanto, nos centramos en Cobra". Hablando con Ananda Vikatan, Gnanamuthu describió Cobra como una película de varios géneros y gira en torno a varios géneros como la psicología, la ciencia ficción, el suspenso y la acción . Se reveló que el personaje de Vikram es un matemático y un " cambiaformas ", que usa las matemáticas para actividades delictivas.

### Audiciones
Inicialmente, Priya Bhavani Shankar fue elegida como la protagonista femenina de la película. Por razones desconocidas, Priya optó por no participar en el proyecto y los creadores optaron por Srinidhi Shetty, de la película KGF, para interpretar a la protagonista femenina a fines de octubre de 2019. Esta película marca su debut en la industria cinematográfica tamil.
El exjugador de críquet indio Irfan Pathan firmó para desempeñar un papel fundamental en el proyecto. Esto también marca su debut en la industria cinematográfica india. Gnanamuthu, había visto varios de sus videos de TikTok e impresionado por sus períodos de actuación, conoció a Pathan en su casa en Vadodara, Guyarat, quien luego aceptó ser parte de la película. En su cumpleaños, el equipo reveló su apariencia y el nombre de su personaje como Aslan Yilmaz, un agente de la Interpol . A fines de octubre, el cineasta KS Ravikumar se unió al elenco y filmó durante unos días. Gnanamuthu declaró que su personaje será "complejo" y "bastante integral para el guion".

### Rodaje
Si bien se suponía que la fotografía principal de la película comenzaría el 21 de septiembre de 2019, en realidad comenzó el 4 de octubre de 2019 en Chennai.
Mientras que Irfan Pathan se unió a los platós del rodaje el 15 de octubre, Srinidhi Shetty se unió a finales de mes. Pathan terminó la primera sección de la película el 6 de noviembre de 2019 en Chennai.
El 11 de noviembre de 2019, Vikram y su equipo se dirigieron a Alleppey para grabar una canción, que terminó en dos días. A fines de noviembre de 2019, se completó el segundo programa de filmación en Kerala.
El tercer segmento de la película tuvo lugar en Chennai en diciembre de 2019. Se planeó grabar algunas secuencias en Rusia y Europa en enero de 2020. Mientras tanto, el 17 de enero, los creadores se dirigieron a Kolkata para prepararse para el tercer segmento.
Irfan Pathan completó sus partes para la película el 21 de enero, durante la cuarta sección. El 6 de febrero,se planeó grabar la secuencia culminante en Rusia. El 7 de febrero de 2020, filmaron una secuencia crucial en el Ramee Mall en Chennai.
Vikram y Gnanamuthu comenzaron a filmar en Rusia en marzo de 2020, a pesar de los temores de que se propague el coronavirus . Una rápida propagación de COVID-19 obligó al equipo a detener la filmación y regresar a la India. El rodaje de la película se vio afectado aún más debido a la pandemia de COVID-19, ya que el 25% del rodaje estaba pendiente a marzo de 2020.
Ajay Gnanamuthu anunció que aceptaría una reducción salarial por la película para ayudar a los productores durante estos tiempos difíciles.
La falta de instalaciones para viajes internacionales hizo imposible que el equipo filmara en Rusia, por lo que crearon enormes escenarios que se asemejaban al país en Chennai .
El equipo comenzó a traducir la película en octubre de 2020.
La grabación se reanudó el 3 de diciembre de 2020 en Chennai, con Vikram uniéndose a los platós. Después de completar su agenda, el equipo viajó a Kolkata el 22 de diciembre de 2020. Sin embargo, dado que Vikram también estaba involucrado en la filmación de Ponniyin Selvan a mediados de enero de 2021, el equipo decidió filmar algunas escenas sin Vikram y el equipo de producción declaró que el actor se uniría a la filmación una vez que se completaran sus partes.
Por otro lado, Srinidhi Shetty completó su rodaje el 7 de febrero de 2021.

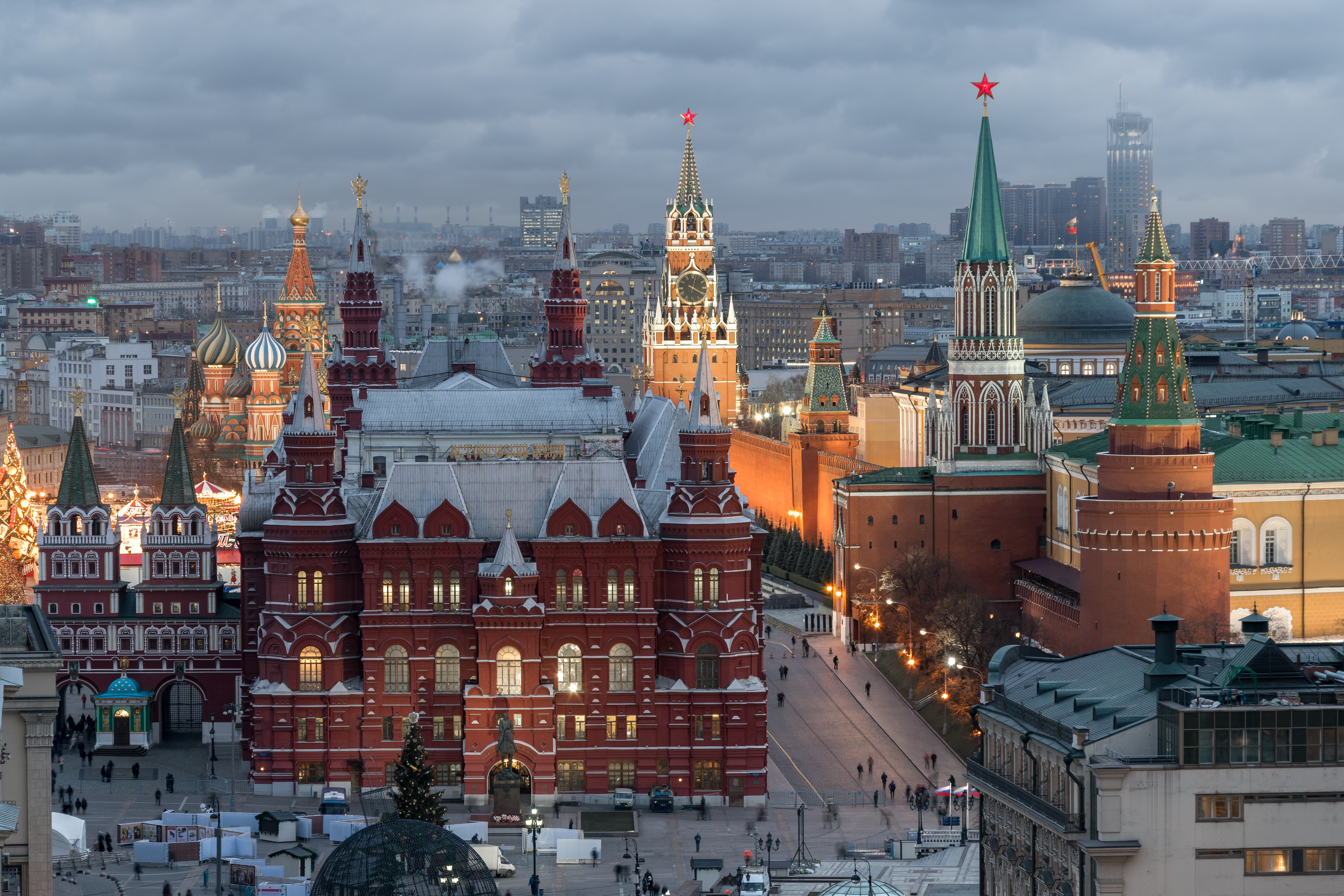
La última parte de la película tuvo lugar en Moscú, Rusia

El director Ajay Gnanamuthu no estaba satisfecho con las porciones filmadas en los platós, por lo que el equipo decidió regresar a Rusia a mediados de febrero de 2021, a pesar del clima frío. El 22 de febrero de 2021, Vikram se unió al rodaje de la película en Moscú, donde se estaban filmando las partes finales de la película. Irfan Pathan se unió a ellos el 26 de febrero de 2021.
El equipo filmó algunas escenas en la Universidad Estatal de San Petersburgo el 2 de marzo de 2021 como parte de su programa final. El equipo completó la mayor parte de la película el 5 de marzo de 2021.
Aparentemente, el rodaje se retrasó debido a los compromisos de Vikram con la directora Mahaan (2022) de Karthik Subbaraj, producida por la misma productora, 7 Screen Studio, y por el confinamiento posterior implementado por el gobierno para frenar la segunda ola de la pandemia.
Después de que terminó el rodaje de Mahaan, el equipo reinició la producción el 15 de agosto de 2021, con el comienzo de un programa menor en Kolkata.
Después de los proyectos paralelos del productor y otros compromisos de Vikram, el equipo inició su programa final en Chennai el 24 de noviembre de 2021 y continuó durante un mes. El 14 de febrero de 2022, Gnanamuthu tuiteó que la filmación había terminado por completo.

## Música

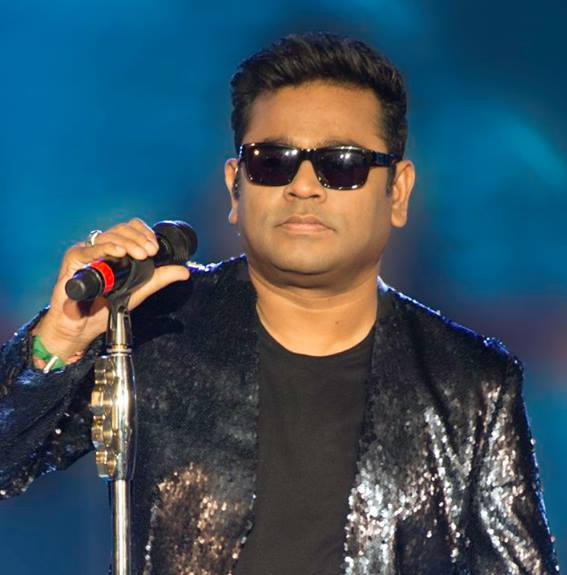
AR Rahman compuso la banda sonora y la partitura de la película.

La música de la película fue compuesta por A. R. Rahman,marcando su primera colaboración con el director Ajay Gnanamuthu.
También fue su cuarta película protagonizada por Vikram después de Pudhiya Mannargal (1994), Raavanan (2010) y Yo (2015).
Las canciones de la película incluían letras escritas por Thamarai, Pa. Vijay y Vivek.
El primer sencillo titulado "Thumbi Thullal" se lanzó el 22 de junio de 2020. Fue escrito por Vivek y cantado por Nakul Abhyankar, Shreya Ghoshal .
El segundo sencillo, titulado "Adheeraa", fue lanzado el 15 de abril de 2022. Fue escrita por Pa. Vijay y cantada por Vagu Mazan.
El tercer sencillo titulado "Uyir Uruguthey" fue lanzado el 4 de julio de 2022.
El lanzamiento del audio se llevó a cabo en Phoenix Marketcity, Chennai, el 15 de julio de 2022, con la asistencia del elenco y el equipo, y las canciones fueron interpretadas en vivo por Rahman y su equipo musical.

## Salida

### Teatral
Cobra se estrenó en los cines el 31 de agosto de 2022. La película estaba originalmente programada para estrenarse coincidiendo con el fin de semana de Eid al-Fitr, el 22 de mayo de 2020, que se pospuso debido a la pandemia de COVID-19 en India .
En marzo de 2021, se dijo que la posproducción de la película podría demorar más de lo planeado y muchas secuencias tuvieron que volver a filmarse, ya que Ajay Gnanamuthu estaba decepcionado por filmar el programa de Rusia al replicar terrenos, en lugar de filmar en lugares reales, que consideró "no auténticos", independientemente de las dificultades que enfrentan las restricciones de viaje debido a la pandemia de COVID-19 .
Durante la producción, Seven Screen Studios había refutado las afirmaciones de lanzamiento en una plataforma de transmisión y reafirmó los planes de estreno en cines. Se dijo que esta película se estrenaría después de otra producción de Lalit Kumar con Vikram, del director Karthik Subbaraj, Mahaan (2022).
En mayo de 2022, la película se estrenaría el 11 de agosto de 2022, durante el fin de semana del Día de la Independencia .
Debido a retrasos en la postproducción, la película se estrenó el 31 de agosto de 2022, coincidiendo con Vinayagar Chathurthi .
La película recibió una respuesta negativa debido a su duración de tres horas, por lo que se estrenó una versión recortada el 1 de septiembre de 2022.

### Distribución
Los derechos de distribución de la película en Tamil Nadu han sido adquiridos por Red Giant Movies . Los derechos de distribución de Andhra Pradesh y Telangana han sido adquiridos por NVR Cinemas. Los derechos de distribución en Kerala fueron adquiridos por Iffaar Media y Dream Big Films.
Los derechos de distribución de la película en el Reino Unido y Europa fueron adquiridos por Ahimsa Entertainment.

### Medios domésticos
Los derechos de satélite de la versión tamil son propiedad de Kalaignar TV, mientras que los derechos de transmisión digital son de Sony LIV . La película se ha transmitido digitalmente en SonyLIV desde el 28 de septiembre de 2022.

## Recepción

### Taquilla
El primer día de su estreno, la película recaudó más de ₹12 crore (1.5 millones de dólares) en Tamil Nadu y ₹1.25 crore (160,000 dólares) en Kerala.
Después de tres días de su estreno, la película recaudó en taquilla entre ₹21 y ₹26.3 crore de alrededor del mundo. millones de rupias en todo el mundo.
La película recaudó más de ₹40 crore de rupias (5 millones de dólares) contra un presupuesto de ₹100 crore (13 millones de dólares y se convirtió en un gran fracaso comercial en taquilla.